# Trémauville
Trémauville é uma comuna francesa na região administrativa da Normandia, no departamento de Sena Marítimo. Estende-se por uma área de 2,8 km². Em 2010 a comuna tinha 107 habitantes (densidade: 38,2 hab./km²).